# Philippe Farjon
Philippe Farjon (ur. 26 lutego 1936 w Paryżu, zm. 8 grudnia 2021 w Amboise) – francuski kierowca wyścigowy.

## Kariera
Farjon rozpoczął karierę w międzynarodowych wyścigach samochodowych w 1972 roku od startów w klasie S 3.0 24-godzinnego wyścigu Le Mans, w którym jednak nie był sklasyfikowany. W 1989 w klasie C2 odniósł zwycięstwo.